# Олійник Іван Федорович
Олійник Іван Федорович (1909—1993) — радянський військовик. Повний кавалер ордена Слави (1944, 1945, 1946). Учасник радянсько-фінської і 2-ї світових воєн.

## З життєпису
Народився 1909 року в селі Рясне Охтирського повіту Харківської губернії. Працював у колгоспі; від 1933 проживав у селі Нова Одеса. опанував спеціальність токаря і працював у радгоспі «Друга п'ятирічка» та Ковалівській МТС Варварівського району.
В армії у 1931—1933, 1939—1940 і від 1944 року. Учасник радянсько-фінської і Другої світової воєн. Відзначився у складі мінометної роти 117-го гвардійського стрілецького полку 39-ї гвардійської стрілецьеої дивізії під час боїв на території Польщі (серпень 1944, січень 1945) та Німеччини (квітень 1945).
Демобілізований 1945 року. Мешкав і працював у Миколаєві.
Помер 1993 року в місті Миколаїв.

## Нагороди
- орден Слави (1944)
- орден Слави (1945)
- орден Слави (1946)
- Орден Вітчизняної війни 1 ступеня

- У смт Краснопілля Сумської області йому було встановлено меморіальну дошку.